# 14. ročník udílení Zlatých glóbů
14. ročník udílení Zlatých glóbů se konal 28. února 1957 v klubu Cocoanut Grove v hotelu Ambassador v Los Angeles. Asociace zahraničních novinářů v Hollywoodu vyhlásila nominace 20. ledna. Herečka Ingrid Bergman vyhrála třetí Glóbus za hlavní roli. Herec a budoucí americký prezident Ronald Reagan získal od kritiků speciální ocenění Hollywood Citizenship Award. Jamesu Deanovi byla posmrtně udělena další cena, Henrietta Award. V kategorii zahraniční film bylo vítězných dokonce šest snímků.

## Vítězové a nominovaní

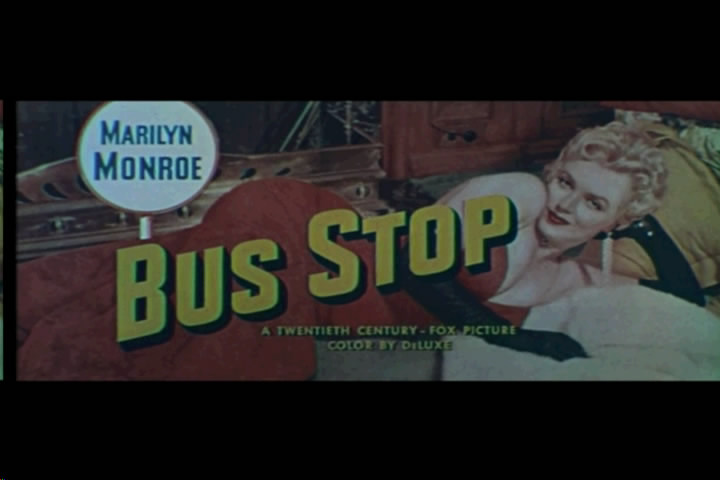
Z nominovaného filmu Zastávka v Kansasu

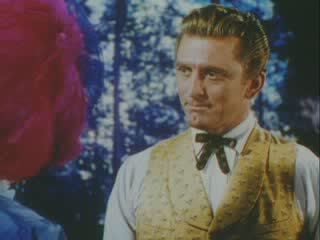
Nejlepší dramatický herec Kirk Douglas

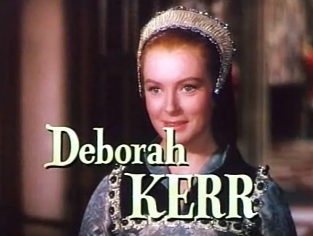
Nejlepší komediální herečka

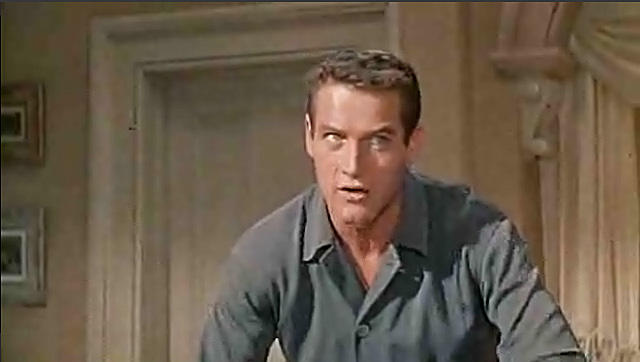
Nováčkem roku se stal Paul Newman

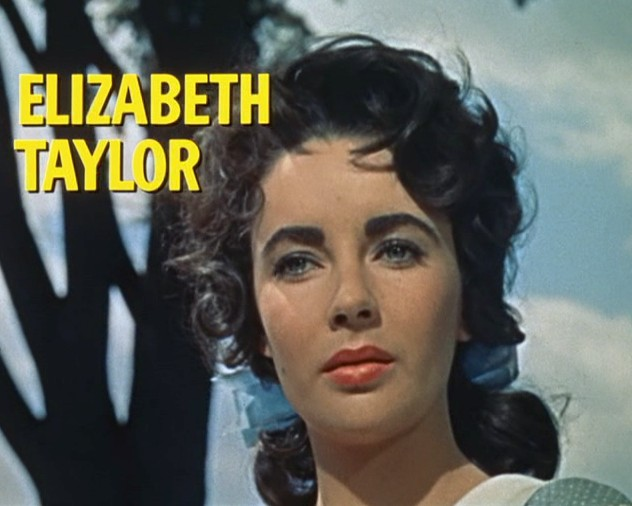
Zvláštní cena pro Elizabeth Taylor

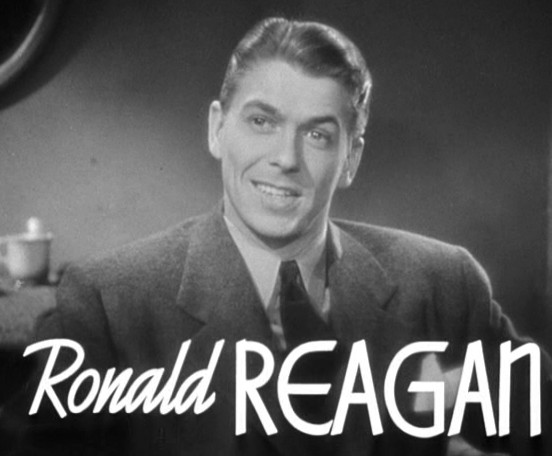
Zvláštní cena pro Ronalda Reagana

### Filmové počiny

#### Nejlepší film (drama)
- Cesta kolem světa za 80 dní – producent Michael Todd
- Gigant – producenti Henry Ginsberg, George Stevens
- Žízeň po životě – producent John Houseman
- Obchodník s deštěm – producenti Paul Nathan, Hal B. Wallis
- Vojna a mír – producent Dino De Laurentiis

#### Nejlepší film (komedie / muzikál)
- Král a já – producent Charles Brackett
- Zastávka v Kansasu – producent Buddy Adler
- The Opposite Sex – producent Joe Pasternak
- Závratná kariéra – producent Fred Kohlmar
- Čajovna U srpnového měsíce – producent Jack Cummings

#### Nejlepší režie
- Elia Kazan – Baby Doll
- Michael Anderson – Cesta kolem světa za 80 dní
- Vincente Minnelli – Žízeň po životě
- George Stevens – Gigant
- King Vidor – Vojna a mír

#### Nejlepší herečka (drama)
- Ingrid Bergman – Anastázie
- Carroll Baker – Baby Doll
- Helen Hayes – Anastázie
- Audrey Hepburn – Vojna a mír
- Katharine Hepburn – Obchodník s deštěm

#### Nejlepší herečka (komedie / muzikál)
- Deborah Kerr – Král a já
- Judy Holliday – Závratná kariéra
- Machiko Kyo – Čajovna U srpnového měsíce
- Marilyn Monroe – Zastávka v Kansasu
- Debbie Reynolds – Bundle Of Joy

#### Nejlepší herec (drama)
- Kirk Douglas – Žízeň po životě
- Gary Cooper – Přesvedčení
- Charlton Heston – Desatero přikázání
- Burt Lancaster – Obchodník s deštěm
- Karl Malden – Baby Doll

#### Nejlepší herec (komedie / muzikál)
- Cantinflas – Cesta kolem světa za 80 dní
- Marlon Brando – Čajovna U srpnového měsíce
- Yul Brynner – Král a já
- Glenn Ford – Čajovna U srpnového měsíce
- Danny Kaye – The Court Jester

#### Nejlepší herečka ve vedlejší roli
- Eileen Heckart – The Bad Seed
- Mildred Dunnock – Baby Doll
- Marjorie Main – Přesvedčení
- Dorothy Malone – Psané ve větru
- Patty McCormack – The Bad Seed

#### Nejlepší herec ve vedlejší roli
- Earl Holliman – Obchodník s deštěm
- Eddie Albert – Čajovna U srpnového měsíce
- Oscar Homolka – Vojna a mír
- Anthony Quinn – Žízeň po životě
- Eli Wallach – Baby Doll

#### Objev roku – herečka
- Carroll Baker – Baby Doll a Gigant
- Jayne Mansfield – The Girl Can't Help It
- Natalie Wood – Rebel bez příčiny

#### Objev roku – herec
- John Kerr – Tea and Sympathy
- Paul Newman – Stříbrný kalich
- Anthony Perkins – Přesvedčení

#### Zahraniční objev roku
- herečka Taina Elg
- herec Jacques Bergerac

#### Nejlepší zahraniční film
- Vor Sonnenuntergang – režie Gottfried Reinhardt, Západní Německo
- Dívka v černém – režie Michael Cacoyannis, Řecko
- Richard III. – režie Laurence Olivier, Velká Británie
- Taiyo to bara – režie Keisuke Kinoshita, Japonsko
- Vojna a mír – režie King Vidor, Itálie
- Bílý sob – režie Erik Blomberg, Finsko

#### Nejlepší film podporující porozumění mezi národy
- Battle Hymn – režie Douglas Sirk
- The Brave One – režie Irving Rapper
- Přesvedčení – režie William Wyler
- Král a já – režie Walter Lang
- Čajovna U srpnového měsíce – režie Daniel Mann

### Televizní počiny
- Cheyenne (TV seriál)
- Matinee Theatre (TV seriál)
- The Mickey Mouse Club (TV seriál)
- Playhouse 90 (TV seriál)
- This Is Your Life (TV pořad)

### Zvláštní ocenění

#### Zvláštní cena
- Edwin Schallert – za posun ve filmovém průmyslu
- Elizabeth Taylor – za nejlepší sladěný výkon
- Dimitri Tiomkin – za filmovou hudbu

#### Henrietta Award (Nejoblíbenější herci světa)
- herec James Dean
- herečka Kim Novak

#### Hollywood Citizenship Award
- Ronald Reagan

#### Cena Cecila B. DeMilla
- Mervyn LeRoy